# فرودگاه مسکرات دم
فرودگاه مسکرات دم (به انگلیسی: Muskrat Dam Airport) یک فرودگاه همگانی با کد یاتا MSA است که یک باند فرود شن دارد و طول باند آن ۱۰۶۹ متر است. این فرودگاه در کشور کانادا قرار دارد و در ارتفاع ۲۷۸ متری از سطح دریا واقع شده‌است.